# Orthosia praeses
Orthosia praeses är en fjärilsart som beskrevs av Augustus Radcliffe Grote 1879. Arten ingår i släktet Orthosia och familjen nattflyn.
Orthosia praeses är mycket variabel till utseendet men kan vanligtvis identifieras på sin mörkrödbruna färg, sammansmälta ringar på täckvingarna och det tunna ljusa halskragen i kontrast till det mörkare bröstet.
Den förekommer utmed Stillahavskusten i Nordamerika,från sydvästra British Columbia till gränsen av Mexiko, men även på västra sluttningen av Sierra Nevada, och den flyger på våren.